# Hans-Mandl-Berufsschule

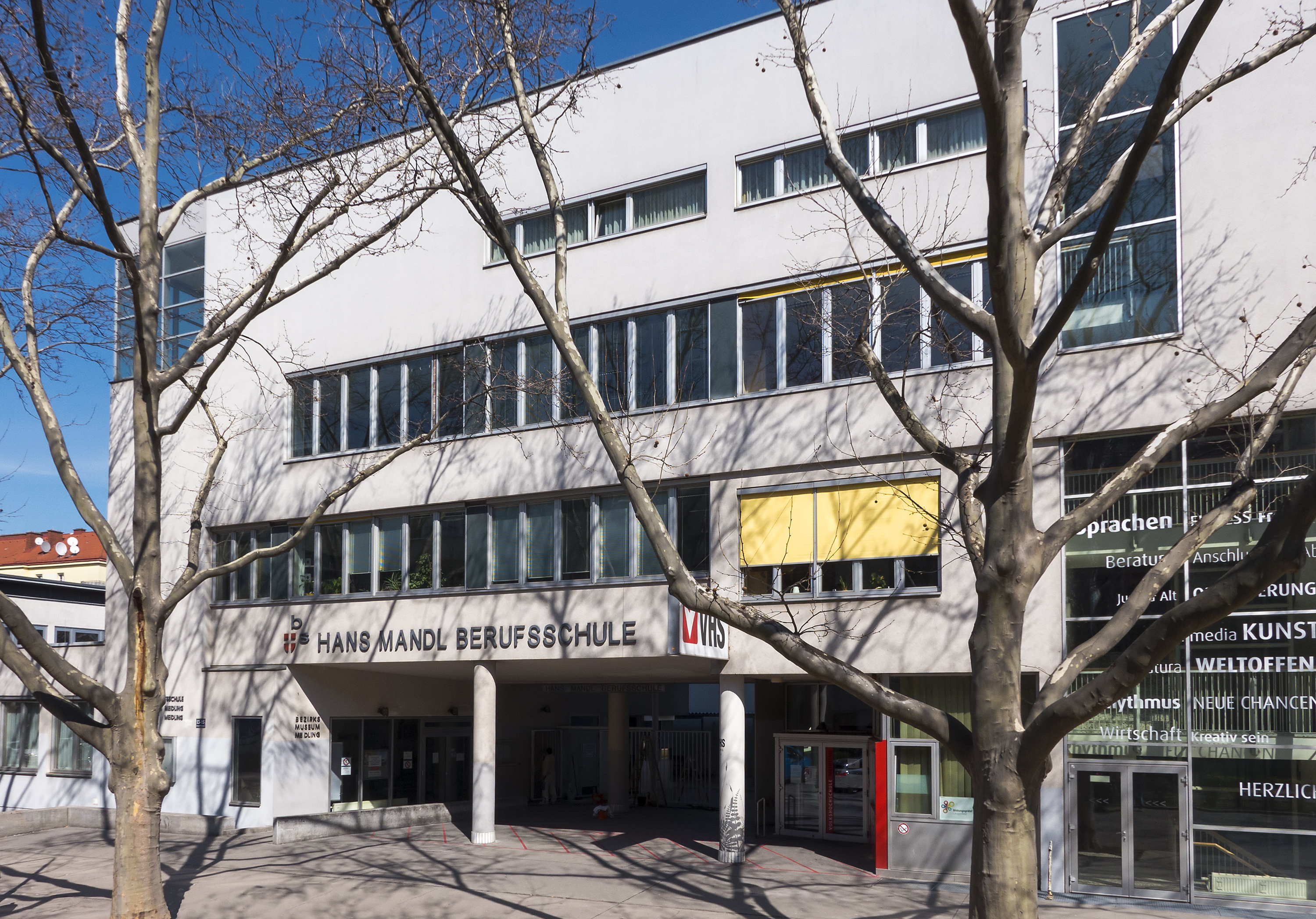
Haupteingang der Hans-Mandl-Berufsschule

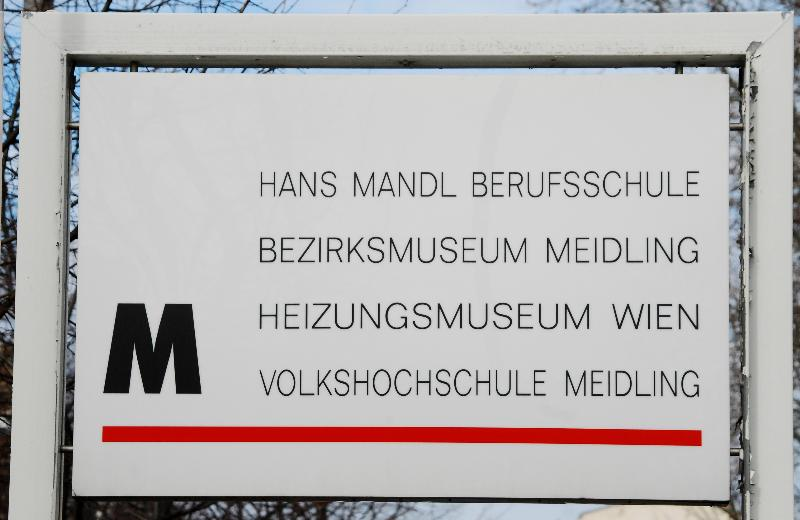
Tafel an der Längenfeldgasse

Die Hans-Mandl-Berufsschule (Berufsschule für Industrie, Finanzen und Transport, 3. Zentralberufsschule der Stadt Wien, Berufsschule Längenfeldgasse, früher gelegentlich auch Textilberufsschule Malfattigasse oder nur Berufsschule Malfattigasse) in der Längenfeldgasse im 12. Wiener Gemeindebezirk Meidling war zum Zeitpunkt ihrer Errichtung im Jahr 1965 das größte Schulgebäude der Zweiten Republik. Heute sind in ihr mehrere unabhängige Schulen und Institutionen untergebracht.

## Namensgeber
Namensgeber für die Dritte Wiener Zentralberufsschule ist der 1899 in Szeged geborene und 1970 in Wien verstorbene ehemalige Lehrer, Bezirksschulinspektor und Landesschulinspektor für Berufsschulen Hans Mandl. Während seiner Funktionszeit als Vizebürgermeister und Kulturstadtrat von Wien wurde die 1976 nach ihm benannte Berufsschule gebaut. An ihn erinnert außerdem eine Gedenktafel im Schulhof beim Haupteingang.

## Geschichte des Gebäudes und ehemalige Schulen
Die Dritte Wiener Zentralberufsschule wurde von Dezember 1962 bis Sommer 1965 nach Plänen von Adolf Ellinger, Hermann Kutschera und Alexander Letscheff errichtet. Die Eröffnung erfolgte am 21. Oktober 1965.
Auf dem von Längenfeldgasse, Steinbauergasse, Malfattigasse und dem später so benannten Duchweg begrenzten und 27.000 Quadratmeter großen Grundstück wurden ursprünglich 5.600 Quadratmeter mit einem Klassen- und Werkstättentrakt (25 Klassenzimmer, 17 Werkstätten, Nebenräume), einem Saaltrakt mit Festsaal und Turnhalle, dem Verwaltungsgebäude und einem Trakt mit Dienstwohnungen verbaut.
Vorgesehen war das rund 90 Millionen Schilling teure Schulgebäude als Berufsschule für die Textilberufe, aber auch als Standort der Mädchenklassen des neunten Schuljahres aus den Bezirken Wieden, Margareten, Mariahilf, Meidling, Hietzing und Liesing (Bezirke 4–6, 12, 13, 23) sowie für die Textilfachschule Sperrgasse. Diese zog jedoch 1978 aus Platzmangel wieder aus und übersiedelte nach Rudolfsheim-Fünfhaus in die Siebeneichengasse, wo sie als Fachschule für Mode und Bekleidungstechnik der Stadt Wien geführt wird. Später wurden Erweiterungsbauten hinzugefügt. Die erste Erweiterung betraf im Jahr 1975 den Gastgewerbetrakt. Im Mai 1994 wurde der neu errichtete Trakt für die von der Berufsschule Mollardgasse hierher übersiedelte Berufsschule für Bäcker und Konditoren eröffnet, 1997 folgte der Trakt, in dem die Volkshochschule Meidling und das Bezirksmuseum Meidling untergebracht sind.
Zur künstlerischen Ausgestaltung trugen Arnulf Neuwirth mit dem Wandmosaik Abstraktion aus Kobaltschmelze und Eduard Robitschko mit seiner Abstrakten Eisenplastik bei.

## Heutige Nutzer

### Schulen
In der Hans-Mandl-Berufsschule befinden sich mehrere Schulen.

#### Berufsschule für Industrie, Finanzen und Transport
Die Berufsschule für Industrie, Finanzen und Transport bildet in zehn Lehrberufen aus: Bankkaufmann/Bankkauffrau, Betriebslogistikkaufmann/Betriebslogistikkauffrau, Bürokaufmann/Bürokauffrau, Einkäufer/Einkäuferin, Finanzdienstleistungskaufmann/Finanzdienstleistungskauffrau, Industriekaufmann/Industriekauffrau, Nah- und Distributionslogistikkaufmann/-frau, Speditionskaufmann/Speditionskauffrau, Speditionslogistik und Versicherungskaufmann/Versicherungskauffrau.

#### Zentrum für Mediennutzung und Medienkompetenz
Das Zentrum für Mediennutzung und Medienkompetenz wurde 2020 eröffnet.

#### Berufsschule für Gastgewerbe
Lehrberufe: Koch/Köchin, Restaurantfachmann/frau, Gastronomiefachmann/frau und die

#### Berufsschule für Lebensmittel, Touristik und Zahntechnik
Lehrberufe: Bäcker, Bäcker und Konditor, Bonbon- und Konfektmacher, Fleischverarbeitung, Fleischverkauf, Konditor, Konservierer, Systemgastronomiefachmann, Hotel- und Gastgewerbeassistent, Zahntechniker und Zahnärztliche Fachassistenten.

#### Bundesberufschule für Tierpfleger
(die einzige in Österreich)

#### Volkshochschule Meidling
Die Volkshochschule Meidling wurde 1996 gegründet. 1997 wurde gemeinsam mit dem Bezirksmuseum Meidling ein neu errichteter Trakt bezogen. Neben dem traditionellen Bildungsangebot arbeitet die VHS Meidling auch mit der Wiener Stadtarchäologie zusammen. Aus der Kurskategorie „Gesang – Longfield Gospel Chöre“ ging der bekannte Longfield Gospel Choir hervor (Longfield = Längenfeld[gasse]).

### Museen

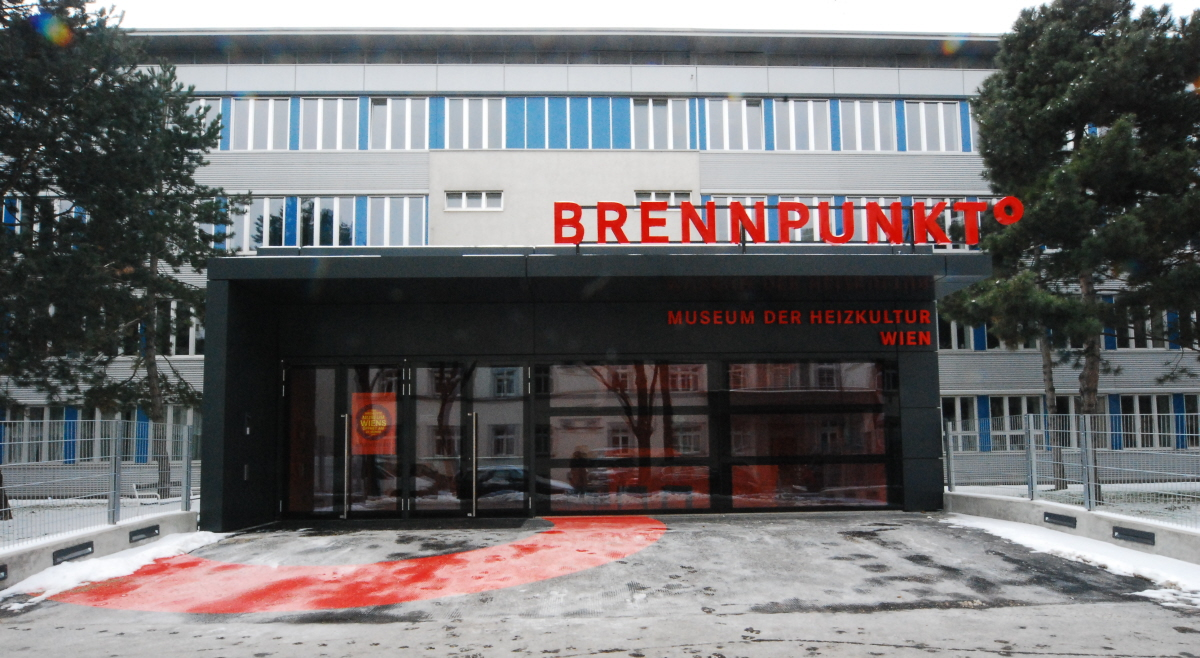
Der neue Eingang zum Heizungsmuseum Brennpunkt° Museum der Heizkultur Wien (Malfattigasse)

An der Adresse der Hans-Mandl-Berufsschule sind auch einige Museen beheimatet.

#### Bezirksmuseum Meidling
Das 1923 als Meidlinger Heimatmuseum gegründete Bezirksmuseum wurde nach einigen Übersiedlungen im September 1997 am neu errichteten Standort in der Längenfeldgasse eröffnet.

#### Brennpunkt° – Museum der Heizkultur Wien (Heizungsmuseum)
Das Heizungsmuseum in der Hans-Mandl-Berufsschule wurde 1985 eröffnet und ist das einzige seiner Art in Europa. Präsentiert werden verschiedene alte Öfen, ein Raum für Heizungsregeltechnik sowie die Entwicklung alternativer Energien. 2009 wurde in der Malfattigasse ein eigener Zugang errichtet und das bisherige Heizungsmuseum unter dem Namen Brennpunkt° – Museum der Heizkultur Wien am 24. Jänner 2010 neu eröffnet.

#### Schulmuseum
Bei der Räumung des Kellers der Berufsschule für das zukünftige Heizungsmuseum fanden sich zahlreiche Einrichtungsgegenstände von Schulklassen, mit deren Hilfe mehrere historische Klassenzimmer aus den Jahren 1900, 1945 und 1965 rekonstruiert wurden.

### Herbert-Költringer-Stiftung
Die Hans-Mandl-Berufsschule ist Sitz der Herbert-Költringer-Stiftung. Die Stiftung fördert Schüler der Berufsschule für das Gastgewerbe in Wien durch das Gewähren von Stipendien und wurde am 18. Februar 1993 vom Amt der Wiener Landesregierung genehmigt.

### Festsaal
Der Festsaal mit rund 530 Sitzplätzen wird für Veranstaltungen genutzt. Darunter finden sich neben der Funktion als Spielstätte des Volkstheaters in den Bezirken die Bücherbörse, die Internationale Camera-, Film- & Photobörse, bis September 2008 die Comic & Filmbörse, Konzerte und Bürgerversammlungen.